# Сагамихара (футбольный клуб)
«Сагамихара» (яп. S.C.相模原, англ. S.C. Sagamihara) — японский футбольный клуб из одноименного города, в настоящий момент выступает в Джей-лиге 3, третьем по силе дивизионе страны.

## История
Клуб был основан в 2008 году и начал свои выступления в дивизионах префектуры Канагава. В 2011 году команда вышла во 2-й дивизион Региональной лиги Канто, через год она уже играла в 1-м дивизионе. По итогам первого же сезона она добилась участия в плей-офф Региональных лиг по результатам которого пробилась в Японскую Футбольную Лигу.